# Naiqama Lalabalavu
Ratu Naiqama Tawakecolati Lalabalavu (n. 23 decembrie 1953) este un șef suprem fijian și președintele Republicii Fiji. A deținut anterior funcțiile de lider al opoziției și de președinte al Parlamentului din Fiji.
La 31 octombrie 2024 a fost ales președinte al statului Fiji, preluând oficial funcția la 12 noiembrie 2024.

## Tui Cakau
În 1999, Lalabalavu i-a succedat tatălui său decedat, Ratu Glanville Lalabalavu, în funcția de Tui Cakau, adică șef suprem al provinciei Cakaudrove și al Confederației Tovata, una dintre cele trei confederații cărora le aparțin toate triburile fijiene. Numirea sa a fost contestată în instanță de Ratu Epeli Ganilau, fiul fostului președinte al statului Fiji, Ratu Sir Penaia Ganilau⁠(d), care deținuse el însuși titlul de Tui Cakau înainte de moartea sa în 1993, însă în 2001, Curtea Supremă i-a dat câștig de cauză lui Lalabalavu.
Este convertit la catolicism.
Lalabalavu este tatăl deputatului SODELPA, dr. Ratu Atonio Lalabalavu.

## Cariera politică
Lalabalavu a fost ales în 1999 pentru a reprezenta circumscripția deschisă Lau-Taveuni-Rotuma în Camera Reprezentanților, ca membru al partidului aflat la guvernare, Soqosoqo ni Vakavulewa ni Taukei (SVT), fiind unul dintre doar 8 candidați SVT care au obținut mandate. L-a învins pe rivalul său aristocratic, Ratu Epeli Ganilau, candidat al Alianței Creștin Democrate, cu un scor de 58% la 32%.
În timpul loviturii de stat din Fiji din 2000, Lalabalavu a fost numit ministru pentru Afaceri Fijiene de către George Speight⁠(d).
Până la alegerile din 2001, organizate pentru a restabili democrația, scena politică suferise schimbări majore. Devenit lider marcant al Conservative Alliance, un partid naționalist care cuprindea mulți susținători și apropiați ai lui George Speight, instigatorul principal al loviturii de stat din 2000, Lalabalavu a câștigat circumscripția Cakaudrove East Fijian Communal, una dintre cele 23 rezervate etnicilor fijieni în Camera Reprezentanților. În guvernul de coaliție format ulterior, a fost numit ministru al terenurilor și resurselor minerale. Numirea sa a fost aspru criticată de senatoarea Adi Koila Nailatikau, fiica fostului președinte Ratu Sir Kamisese Mara⁠(d), care fusese destituit în timpul loviturii de stat. Ea l-a acuzat pe Lalabalavu că ar fi ordonat incendierea plantației de trestie de zahăr Matailakeba din Seaqaqa (aflată în proprietatea lui Ratu Mara), în timpul unei revolte a armatei din 29 iulie 2000, la cazarma Sukanaivalu din Labasa⁠(d).
La 6 aprilie 2003, s-a relatat că Lalabalavu a cerut reformarea instituțiilor constituționale ale țării. El a susținut că autoritățile politice ar trebui să fie returnate căpeteniilor fijiene, afirmând că, întrucât acestea au cedat insulele Marii Britanii în 1874, autoritatea supremă ar fi trebuit să le fie restituită la proclamarea independenței în 1970. Ca prim pas, a propus desființarea Senatului, ale cărui funcții ar fi putut fi preluate de Marea Adunare a Căpeteniilor. A susținut că restaurarea autorității căpeteniilor ar duce la reducerea barierelor etnice din Fiji, deoarece acestea ar deveni lideri nu doar ai populației indigene, ci ai tuturor raselor. Propunerea sa a fost respinsă de Ratu Epeli Ganilau, pe atunci președinte al Marii Adunări a Căpeteniilor.
A fost ministru al terenurilor și ministru al resurselor minerale în guvernul condus de prim-ministrul Laisenia Qarase⁠(d), însă a fost forțat să demisioneze după ce a fost condamnat pentru adunare ilegală și încarcerat pentru rolul său în timpul loviturii de stat. A fost ulterior eliberat în baza unui ordin de supraveghere obligatorie, după ce a executat doar 11 zile dintr-o pedeapsă de opt luni.
Serviciul de știri Fiji Village a relatat, la 23 februarie 2006, că anumite căpetenii doreau să-l propună pe Lalabalavu pentru funcția de președinte sau vicepreședinte în alegerile prezidențiale din 2006. Totuși, când Marea Adunare a Căpeteniilor s-a reunit pe 8 martie, l-a reales fără opoziție pe Ratu Josefa Iloilo⁠(d) ca președinte și pe Ratu Joni Madraiwiwi⁠(d) ca vicepreședinte.
După alegerile parlamentare desfășurate între 6 și 13 mai 2006, Lalabalavu a devenit din nou ministru pentru afaceri fijiene, precum și ministru al terenurilor și dezvoltării provinciale. A fost destituit în decembrie 2006, în urma loviturii de stat din Fiji din 2006.

## Carieră după lovitura de stat
Lalabalavu a candidat din partea Partidului Liberal Democrat Social (Social Democratic Liberal Party – SODELPA) la alegerile din 2014, obținând 6.668 de voturi, fiind al șaselea cel mai bine clasat candidat. În urma alegerilor, a fost numit ministru din umbră pentru Terenuri și Resurse Minerale.
În mai 2015, Lalabalavu a fost trimis în fața comisiei pentru privilegii pentru comentarii defăimătoare la adresa președintelui Parlamentului, Dr. Jiko Luveni⁠(d), făcute în cadrul unei întâlniri cu alegătorii. A fost suspendat din Parlament pentru doi ani. La 15 iulie 2015, Ratu Naiqama a intentat o contestație constituțională, audiată de președintele Curții Supreme, Anthony Gates, împotriva președintei Parlamentului, Jiko Luveni⁠(d), și a procurorului general Aiyaz Sayed-Khaiyum⁠(d), în legătură cu suspendarea sa. Cazul a fost audiat în septembrie 2015, însă suspendarea a expirat înainte de pronunțarea unei decizii.
În iunie 2015, Lalabalavu a fost ales președinte al partidului SODELPA. A fost reales în iunie 2017.
Lalabalavu intenționase să se retragă din politică, dar și-a schimbat decizia și a candidat din nou la alegerile din 2018. A fost ales, obținând 2.165 de voturi.
La 22 octombrie 2024, a fost nominalizat de către Alianța Populară (People’s Alliance) pentru funcția de președinte al statului Fiji. La 31 octombrie, a fost ales președinte în alegerile prezidențiale fijiene din 2024, învingându-l pe Meli Tora cu 37 de voturi la 16. A depus jurământul la 12 noiembrie.